# عبدالرحیم عباس کریمی
عبدالرحیم عباس کریمی سیاستمدار افغان و وزیر عدلیه در دولت موقت افغانستان و دولت انتقالی افغانستان بود. او همچنین مدتی سفیر افغانستان در کویت بود.